# روي توماس (لاعب كرة قاعدة أمريكي)
روي توماس (بالإنجليزية: Roy Thomas)‏ هو لاعب كرة قاعدة أمريكي، ولد في 22 يونيو 1953 في كوانتيكو في الولايات المتحدة.

## وصلات خارجية
- روي توماس (لاعب كرة قاعدة أمريكي) على موقع دوري كرة القاعدة الرئيسي (الإنجليزية)
- روي توماس (لاعب كرة قاعدة أمريكي) على موقعبيزبول رفرنس.كوم (الدوري الرئيسي) (الإنجليزية)
- روي توماس (لاعب كرة قاعدة أمريكي) على موقعبيزبول رفرنس.كوم (الدوري الثانوي) (الإنجليزية)
- روي توماس (لاعب كرة قاعدة أمريكي) على موقع إي إس بي إن.كوم (أم.أل.بي) (الإنجليزية)
- روي توماس (لاعب كرة قاعدة أمريكي) على موقع مشجعي الرسوم البيانية (الإنجليزية)